# 特魯羅 (麻薩諸塞州)
特魯羅（英語：Truro）是一個位於美國麻薩諸塞州巴恩斯特布爾縣的鎮。

## 人口
根據2020年美國人口普查的數據，特魯羅的面積為68.20平方千米，當中陸地面積為54.50平方千米，而水域面積為3.80平方千米。當地共有人口2454人，而人口密度為每平方千米36人。